# Daniel Barnewitz Ribeiro
Daniel Barnewitz Ribeiro (? — 1982) foi um político brasileiro.
Foi eleito, em 3 de outubro de 1954, deputado estadual, pelo PTB, para a 39ª e 40ª Legislaturas da Assembleia Legislativa do Rio Grande do Sul, de 1955 a 1963. Faleceu em Porto Alegre a 25-08-1982